# Güllesheim
Güllesheim es un municipio situado en el distrito de Altenkirchen, en el estado federado de Renania-Palatinado (Alemania). Tiene una población estimada, a fines de enero de 2023, de 741 habitantes.
Forma parte de la mancomunidad de municipios (en alemán, verbandsgemeinde) de Altenkirchen-Flammersfeld.
Está ubicado al noreste del estado, cerca de la frontera con el estado de Renania del Norte-Westfalia y de la orilla del río Sieg, un afluente por la derecha del Rin.